# 皮埃尔福
皮埃尔福（法語：Pierrefort，法語發音：[pjɛʁfɔʁ]）是法国康塔尔省的一个市镇，位于该省南部，属于圣弗卢尔区。

## 地理
皮埃尔福（44°55'18"N, 2°50'17"E）面积24.59 平方千米，位于法国奥弗涅-罗讷-阿尔卑斯大区康塔爾省，该省份为法国中南部省份，位于法國中央高原中心，北起科雷兹省、上盧瓦爾省和多姆山省，西接洛特省和科雷兹省，南至阿韦龙省和洛特省，东临上盧瓦爾省和洛泽尔省。
与皮埃尔福接壤的市镇（或旧市镇、城区）包括：布勒宗、塞藏、古尔迪耶日、波扬克、圣玛丽、圣马丹苏维古鲁。

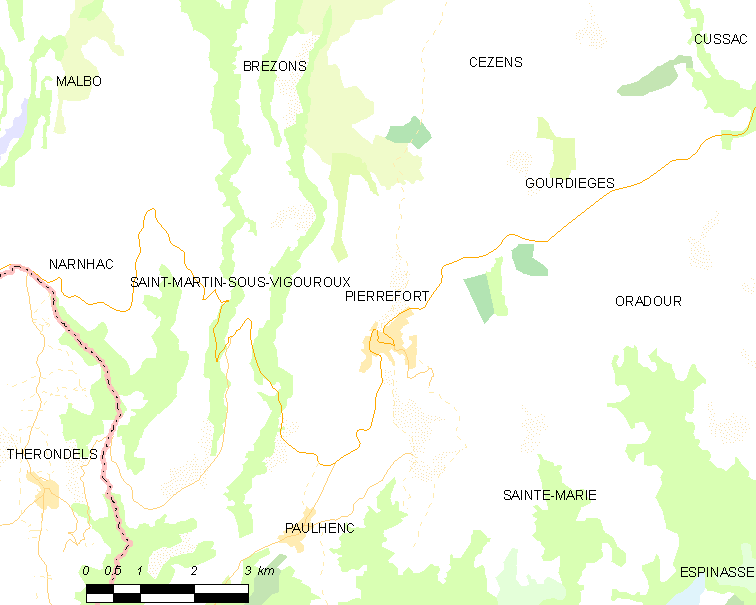
皮埃尔福的OSM定位图

皮埃尔福的时区为UTC+01:00、UTC+02:00（夏令时）。

## 行政
皮埃尔福的邮政编码为15230，INSEE市镇编码为15152。

## 政治
皮埃尔福所属的省级选区为圣弗卢尔第二县。

## 人口

1962-2008年间皮埃尔福人口变化图示

皮埃尔福于2022年1月1日时的人口数量为891人。